# Kmara
Kmara (georgiano: კმარა) es un movimiento ciudadano de resistencia en la República de Georgia que socavaba el gobierno de Eduard Shevardnadze. Después de los observadores internacionales de su gobierno condenó la conducta de noviembre elecciones parlamentarias de 2003, Kmara llevado las protestas que precipitaron su caída en lo que se conoce como la Revolución de las rosas.

## Orígenes
En 2000, un pequeño movimiento estudiantil se formó en la Universidad Estatal de Tiflis para protestar contra la corrupción oficial en las universidades nacionales. Cerca de 2500 estudiantes se sumaron a la organización. Más tarde, surgieron otros movimientos en otras universidades de todo el país. Esta red de organizaciones estudiantiles evolucionó hasta convertirse en Kmara a principios de 2003.
El importante ONG de derechos humanos, Instituto Libertad, formada por jóvenes activistas, funcionó como la organización madre a Kmara y ayudaron a construir su capacidad de organización. Kmara aumentó así su capacidad de organización y conocimientos teóricos de cómo utilizar la acción no violenta para lograr el cambio. Para ello contactó con el movimiento serbio Otpor ("Resistencia" en serbio), que desempeñó un papel fundamental en la caída de Slobodan Milošević en 2000.
El Centro de Resistencia No Violenta, basado en Belgrado también fue clave en la formación Kmara. Varios países occidentales más ayudaron a apoyar el movimiento. Según un artículo aparecido en la revista académica Problemas del Post-comunismo, Kmara también fue financiada por Freedom House, el Instituto Democrático Nacional, la Unión Europea, National Endowment for Democracy, Instituto Republicano Internacional, Organización para la Seguridad y la Cooperación en Europa y el Consejo de Europa.
Al igual que Otpor, Kmara creó una red descentralizada de las células regionales. Se evitó crear una organización principal, cuyo desmantelamiento podría haber provocado la caída del Movimiento. Se captaba a nuevos reclutas en distintos lugares de recreo. La formación consistía en aprendizaje político, relaciones con los medios, captación de nuevos reclutas y debate.

## Divulgación Pública
La magnitud de las acciones de Kmara creció junto con sus miembros. Kmara comenzó con pequeños y manejables los problemas locales. fue un medio de protesta simple pero eficaz que incluyó pintadas y ruidosas marchas de protesta, que lograron gran notoriedad. Pronto, los activistas de Kmara estaban haciendo apariciones diarias en los principales canales de televisión y en los periódicos. Como resultado de ello, Kmara se convirtió en pocos meses en un Movimiento conocido.
Kmara comenzó a organizar grupos de civiles (en su mayoría estudiantiles) como los observadores electorales y reclamaron la necesidad de elecciones justas en noviembre de 2003. Su trabajo recibió mucha atención de Shevardnadze, quien se quejaba de que Rusia estaba llevando a cabo un movimiento para derrocarle del poder.

## Revolución Rosa
En una conferencia de prensa el 21 de abril de 2003, la líder del Partido Democrático Nacional, Irina Sarishvili-Chanturia, denunció como los servicios especiales rusos tenían un plan a gran escala.
En junio, durante su programa de radio semanal, el presidente Shevardnadze amenazó a cualquier organización internacional que apoyase la creación de "caos organizado" en Georgia: "Puedo decirles que, a partir de ahora, ya no estarán en Georgia. Ellos ya no estarán aquí, al igual que ya no están en Ucranias, Rusia y algunos otros países, quienes les ordenaron salir. Eso es porque han empezado a interferir en la política. La política no es su asunto ". Después de los comentarios acusatorios hacia el Open Society Georgia Foundation, el presidente Shevardnadze comenzó a desarrollar una respuesta diferente a Kmara entre mediados de junio y finales de octubre. En su discurso de radio semanal el 16 de junio, Shevardnadze dijo que había visto grafitis de Kmara desde su limusina y "nadie parecía estar leyéndolos". Durante los siguientes meses se mantuvieron actividades de Kmara pacíficamente.

## Después de la Revolución
Kmara llevó a cabo más tarde un papel decisivo en la eliminación del régimen de Aslan Abashidze en la República Autónoma de Adjaria. El Open Society Institute trasladó a algunos líderes estudiantiles y de la oposición como Mijeíl Saakashvili, a fin de prepararlos para lo que podría suceder en las próximas elecciones y la para formarlos en la no violencia para producir un cambio real. Después de la revolución, la mayoría de los dirigentesde de Kmara abandonóa la organización para trabajar para el Liberty Institute.
- Datos: Q1755111